# Fraccionamiento Huertas de Cuautla
Fraccionamiento Huertas de Cuautla är en ort i Mexiko.   Den ligger i kommunen Ayala och delstaten Morelos, i den sydöstra delen av landet, 80 km söder om huvudstaden Mexico City. Fraccionamiento Huertas de Cuautla ligger 1 322 meter över havet och antalet invånare är 884.
Terrängen runt Fraccionamiento Huertas de Cuautla är kuperad österut, men västerut är den platt. Runt Fraccionamiento Huertas de Cuautla är det ganska tätbefolkat, med 222 invånare per kvadratkilometer. Närmaste större samhälle är Cuautla Morelos, 5,7 km norr om Fraccionamiento Huertas de Cuautla. Omgivningarna runt Fraccionamiento Huertas de Cuautla är en mosaik av jordbruksmark och naturlig växtlighet.